# مذبحة ساماشكي
الآلاف من المدنيين

مذبحة ساماشكي (الروسية: Резня в Самашки) كان حادثًا وقع في 7 - 8 أبريل 1995، في قرية ساماشكي، على الحدود بين الشيشان وإنغوشيتيا. مات العديد من القرويين على أيدي القوات شبه العسكرية الروسية، وكثير منهم في حالة سكر أو تحت تأثير المخدرات، تحت قيادة الجنرال. أناتولي كوليكوف. جذبت الحادثة اهتمامًا واسعًا في روسيا والخارج.

قال تقرير لجنة الأمم المتحدة لحقوق الإنسان في مارس 1996: 
 يقال إن مذبحة شملت أكثر من 100 شخص، معظمهم مدنيون، وقعت في الفترة من 7 إلى 8 أبريل 1995 في قرية ساماشكي، غرب الشيشان. ووفقًا لروايات 128 شاهد عيان، هاجم الجنود الفيدراليون عمداً وعشوائياً المدنيين والمساكن المدنية في ساماشكي بإطلاق النار على السكان وحرق المنازل بقاذفات اللهب. ذكرت غالبية الشهود أن العديد من قوات أومون كانت في حالة سكر أو تحت تأثير المخدرات. فتحوا النار عن غير قصد أو ألقوا قنابل يدوية على أقبية حيث كان معظمهم من النساء وكبار السن والأطفال يختبئون. 
 وفقًا لـ هيومن رايتس ووتش (HRW)، كانت هذه المذبحة المدنية الأكثر شهرة في حرب الشيشان الأولى. أعلنت اللجنة الدولية للصليب الأحمر مقتل حوالي 250 مدنياً. وفقا لمنظمة العفو الدولية  وهيومن رايتس ووتش، قُتل أكثر من 250 شخصًا، في حين ذكر شيوخ ساماشكي أن ما يصل إلى 300 شخص قتلوا خلال الهجوم.

## عملية
قوات وزارة الشؤون الداخلية الروسية (MVD) (تُدعى اللواء سوفرينسكايا من القوات الداخلية، أمون موسكو أوبلاست وأورينبورغ SOBR، بعض رجال الشرطة موسكو وربما أعضاء النخبة لمكافحة الإرهاب وحدة فيتياز) بدأت عملية للتخلص من القرية (زركشة - بحث مكثف في الشوارع، من منزل إلى منزل) في 7 أبريل، في المنطقة المحيطة بمحطة القطار، ثم، في 8 أبريل، عبر القرية بأكملها. وفقا لللفتنانت جنرال كان أناتولي أنتونوف، نائب قائد قوات MVD في الشيشان، «أول عملية عسكرية مستقلة بالكامل من قبل قوات MVD»، نفذتها وحدات مشتركة تضم أكثر من 3000 من قوات MVD، بما في ذلك 350 من فصائل العاصفة. كما تم نشر المدفعية، وهي بطارية متعددة قاذفات الصواريخ، ودبابات في جميع أنحاء ساماشكي. ذكرت انترفاكس أن القوات الروسية أطلقت صواريخ Uragan (BM-27) و Grad (BM-21) على القرية.
على الرغم من ادعاءات مصادر عسكرية روسية، لم تكن المقاومة المسلحة في ساماشكي ذات طبيعة منظمة، حيث غادرت قوات المتمردين الشيشان الرئيسية القرية في أعقاب الإنذار الروسي الصادر عن الجنرالات أنتونوف وكوليكوف ورومانوف، والذي انتهى في 6 أبريل 1995، لتسليم من المفترض وجود 264 قطعة سلاح آلي في ساماشكي (قام القرويون بتسليم 11 قطعة سلاح آلي). قبل الإنذار، كان ساماشكي بالفعل تحت الحصار لفترة طويلة من الزمن، وقد تم القيام بالعديد من محاولات الاقتحام الفاشلة من قبل القوات الروسية منذ بداية الحرب في ديسمبر 1994. ومع ذلك، فإن القوة الرئيسية لأكثر من 200 المقاتلين تركوا ساماشكي تحت ضغط شيوخ القرية الذين أرادوا إنقاذ القرية. تم إطلاق النار على نفس الشيوخ وقرية الملا من قبل الروس في صباح يوم 7 أبريل أثناء عودتهم من المفاوضات قبل الهجوم الفيدرالي؛ أعلنت القيادة العسكرية أن الانفصاليين هم الذين أطلقوا النار على الشيوخ. ومع ذلك، قاومت ميليشيا قروية مسلحة تسليحا خفيفا تضم حوالي 40 من مقاتلي الدفاع عن النفس، وجميعهم من السكان المحليين، حركة الدفاع عن النفس والقتال الذي تلا ذلك. على الفور، خرجت مجموعة من 12 مقاتلاً من القرية، في حين أن المجموعات الأخرى وضعت دبابة روسية وحاملتي جند مدرعتين (APCs) خارج اللعبة قبل أن تتراجع. كلا الجانبين تكبد خسائر. يفترض أن اثنين من الجنود الروس وأربعة مقاتلين للدفاع عن النفس قد قتلوا في القتال. فقدت العديد من العربات المدرعة الروسية أثناء تقدمها بسبب الألغام الأرضية.
يتفاوت عدد الإصابات بين قوات MVD كما أفرج عنها القادة والمتحدثون الروس إلى حد كبير، حيث تراوح عدد القتلى و 14 جريحًا و 16 قتيلًا و 44 جريحًا،  بما في ذلك الكابتن فيكتور أداميشين الذي حصل بعد وفاته على لقب بطل الاتحاد الروسي. ووفقًا لستانيسلاف جوفورين من اللجنة البرلمانية الروسية، فقد أصيب حوالي 350 جنديًا روسيًا و 16 قتيلًا من بين حوالي 350 شخصًا شاركوا في العملية القتالية (بمعنى أن كل مشارك أصيب بجراح)، في حين لم يذكر تقرير لاحق عدد 350 جريح. كما زعم المسؤولون الفيدراليون أن 120  «مقاتلين مؤيدين لدوداييف» قُتلوا في القرية وأنه تم احتجاز حوالي 150 مشتبهاً بهم. ونقلت وكالة معلومات تلغراف الروسية عن فلاديمير فوروجتسوف، كبير المتحدثين باسم القيادة الإقليمية الروسية، نفيه لأي عدد كبير من الضحايا المدنيين. في نفس التقرير، ومع ذلك، الجنرال ونقل عن أنوتونوف قوله إن «كثيرين» من المدنيين قتلوا في ساماشكي لكن من المفترض أنهم قتلوا على أيدي المقاتلين الشيشان. في المؤتمر الصحفي مايو 1995، الجنرال قال كوليكوف: «هذه حرب. أطلقوا النار علينا. لم نطلق النار أولاً. صحيح أن 120 من السكان ماتوا، لكنهم كانوا يقاوموننا ويقاتلوننا».

## جرائم حرب
في عام 1996، جمع ميموريال قائمة غير مكتملة من 103، معظمهم من الذكور، وأكد القرويين الموتى. كان الحد الأدنى لتقديرهم للعدد العام للمتوفين هو 112-144 شخصًا (في عام 2008، قال زعيم ميموريال أوليغ أورلوف، الذي ذهب إلى ساماشكي بعد فترة قصيرة من أحداث 7 إلى 8 أبريل، إنه شاهد قرابة 150 جثة)، بما في ذلك بعض العرقيين سكان الروس. أحرقت القوات الروسية عمدا العديد من الجثث، إما عن طريق رمي الجثث في المنازل المحترقة أو بإشعال النار فيها. لم يتم التعرف على العديد من الجثث المحروقة وليست مدرجة في القائمة. تم إعدام غالبية القتلى دون محاكمة خلال عمليات التفتيش من منزل إلى منزل. الضحايا، الذين شملوا قدامى المحاربين الشيشان في الحرب العالمية الثانية (الحرب العالمية الثانية) وثلاثة على الأقل (أربعة وفقًا للجنة إنجوش) من أصل روسي،  يتم إعدامهم عادةً بإطلاق النار من مسافة قريبة أو القتل بقنابل يدوية في الأقبية. لكن بعضهم تعرضوا للضرب حتى الموت. ويبدو أن العديد من الضحايا أُحرقوا أحياء أو أصيبوا بالرصاص أثناء محاولتهم الهرب من المنازل المحترقة. من بين المتوفين الباقين، تم تأسيس 29 شخصًا لقي حتفهم لأسباب مرتبطة بالقتال (مثل المدفعية ونيران الدبابات، التي أجريت منذ ليلة 6 أبريل، أو نيران المركبات المدرعة).
تم اعتقال السكان الذكور في القرية بشكل عشوائي بالمئات ونقلوا إلى «معسكر الترشيح» في بلدة موزدوك في أوسيتيا الشمالية أو إلى مركز الاحتجاز المؤقت في قرية أسينوفسكايا الشيشانية القريبة (تم إعدام عدد منهم خلال مسيرة بينما تعادل المركبات المدرعة). وهناك تعرض المعتقلون للضرب وسوء المعاملة، وتعرض كثير منهم للتعذيب؛ تم إطلاق سراح معظم هؤلاء الناجين بعد بضعة أيام. وقد صاحب عمليات القتل والاعتقال تدمير واسع النطاق تعسفي ووحشي للممتلكات من قبل القوات الروسية، فضلا عن العديد من التقارير عن السرقة والنهب. دُمِّرت مئات المباني (375 وفقًا لسماع الكونغرس الأمريكي في 1 مايو 1995 حول سيرجي كوفاليف ) أو أصيبت بأضرار بالغة. تم تدمير غالبية منازل القرية في إحراق متعمد من قبل القوات الروسية؛ حتى المدرسة المحلية التي تمركز فيها القوات تم تفجيرها عند مغادرتهم القرية.

## ما بعد الكارثة
وحتى 10 أبريل، لم يُسمح للقرويين بنقل جرحاهم، بينما مُنع الأطباء وممثلو اللجنة الدولية من دخول القرية المغلقة (لم يُسمح للصليب الأحمر بالدخول إلا في 27 أبريل / نيسان)؛  ونتيجة لذلك، مات ما لا يقل عن 13 من الجرحى بسبب نقص المساعدات الطبية. في الفترة من 10 إلى 15 أبريل، تم السماح للنساء الشيشان فقط بالذهاب في أي من الاتجاهين عبر طوق عسكري خارج القرية. عندما سمح للصحفيين الغربيين بدخول ساماشكي لأول مرة منذ الهجوم في 14 أبريل، وجدوا القرية «مليئة بجثث متحللة».

## رد فعل
في وقت قريب من الحادث، قارن الرئيس الروسي بوريس يلتسين الشيشان بالنازيين خلال الذكرى الخمسين لانتصار الاتحاد السوفيتي في الحرب العالمية الثانية. أحرجت أخبار المذبحة الضيوف الأجانب في يلتسين، بمن فيهم بيل كلينتون وجون ميجور. أعرب الاتحاد الأوروبي عن قلقه بشأن الحادث، في حين حذرت واشنطن من أن أحداث الشيشان يمكن أن تدمر الحدث. 
عضو مجلس الدوما Anatoly Shabad [خطأ: تحقق من وسيط ورمز اللغة]، الذي تم تهريبه إلى القرية من قبل نساء شيشان،  قارن بين القوات الروسية وفرق الإبادة النازية: "ما حدث كان هناك عملية عقابية واسعة النطاق تهدف إلى تدمير السكان. لم تكن هناك مقاومة منظمة في ساماشكي. من المؤكد أنه تم التخطيط لفكرة قتل أكبر عدد ممكن، من أجل تحقيق تأثير مهدّد. "   رئيس قسم الدراسات القوقازية في الأكاديمية الروسية للعلوم Sergei Arutiunov [خطأ: تحقق من وسيط ورمز اللغة] مقارنة المجزرة إلى أن من " خاتين في روسيا البيضاء، يديس في تشيكوسلوفاكيا "، وقال إن اسم ساماشكى "يبدو أكثر شرا من ماي لاي في فيتنام."  كتبت صحيفة موسكو نيوز باللغة الإنجليزية في مقال افتتاحي : "ما فعله الروس في ساماشكي هو ما فعله الألمان بنا طوال الحرب [الحرب العالمية الثانية]، لكن الروس فعلوا ذلك بشعوبهم. وهذا أمر لا يغتفر. ما حدث في ساماشكي خلال تلك الأيام له تعريف واحد فقط. الابادة الجماعية ". من ناحية أخرى، قال ستانيسلاف جوفورين من اللجنة الرسمية "لم يحدث شيء غير أخلاقي " في ساماشكي.
لقد نجحت الوحشية التي أظهرتها قوات MVD الروسية في ساماشكي في ترويع الكثيرين في الشيشان. بعد ذلك بوقت قصير، استسلمت البلدات والقرى المجاورة للقوات الفيدرالية. وقامت عدة قرى أخرى عبر الشيشان بهدنة ثنائية مع الروس وطلبت من القوات الانفصالية الشيشانية المغادرة، رغم أنهم ظلوا يدعمون سرا حكومة دوداييف. 

## رواية شاهد عيان
قام الجراح الشيشاني، خسان باييف، بمعالجة الجرحى في ساماشكي مباشرة بعد العملية ووصف المشهد في كتابه:  
 «عشرات الجثث المتفحمة من النساء والأطفال تقع في فناء المسجد الذي تم تدميره. أول ما سقطت عليه عيني هو جسد طفل محترق، ملقى في وضع الجنين... خرجت امرأة بغيضة من منزل محترق يحمل طفلاً ميتاً. الشاحنات ذات الجثث المتراكمة في الخلف تدور في الشوارع في طريقها إلى المقبرة. أثناء علاج الجرحى، سمعت قصصاً عن شبان مكممين ومكشوفين - يجرون بسلاسل خلف حاملات الأفراد. سمعت عن الطيارين الروس الذين ألقوا السجناء الشيشان وهم يصرخون من طائرات الهليكوبتر الخاصة بهم. كانت هناك حالات اغتصاب، لكن كان من الصعب معرفة عدد النساء لأن النساء كن يخجلن من الإبلاغ عنها. اغتصبت فتاة أمام والدها. سمعت عن إحدى الحالات التي أمسك فيها المرتزق بطفل حديث الولادة، وألقوا به فيما بينهم مثل كرة، ثم أطلقوا النار عليه في الهواء. عندما غادرت القرية إلى المستشفى في غروزني، مررت بحاملة جنود مدرعة روسية تحمل كلمة ساماشكي مكتوبة على جانبها بحروف سوداء داكنة. نظرت إلى مرآة الرؤية الخلفية ورأيت في رعب جمجمة بشرية مثبتة في مقدمة السيارة. كانت العظام بيضاء. شخص ما يجب أن يغلي الجمجمة لإزالة الجسد».